# Раи, Бешар Бутрос
Бешар Бутрос эль-Раи (араб. مار بشارة بطرس الراعي‎), (род. 25 февраля 1940, Химлая, Ливан) — ливанский кардинал, маронитский патриарх, член монашеского ордена мариамитов. Титулярный епископ Кесарии Филиппи и вспомогательный патриарший викарий Антиохии Маронитской с 2 мая 1986 по 19 июня 1990. Епископ Библа с 19 июня 1990 по 15 марта 2011. Маронитский патриарх Антиохии с 15 марта 2011. Кардинал-патриарх с 24 ноября 2012. Официальный титул: Его Блаженство семьдесят седьмой Патриарх Антиохии и Всего Леванта.

## Биография
Бешар Бутрос родился в маронитской семье, в горно ливанском районе Матн. Вступил в монашеский орден мариамитов. В 1967—1975 годах возглавлял арабоязычное вещание на Радио Ватикана. Титулярный епископ Кесарии Филиппи и вспомогательный патриарший викарий Антиохии Маронитской с 2 мая 1986 по 19 июня 1990 гг. Епископ Библа с 19 июня 1990 по 15 марта 2011 гг. Маронитский патриарх Антиохии с 15 марта 2011 года. 24 ноября 2012 г. Бенедикт XVI рукоположил Бешар Бутроса в кардиналы.

## Галерея

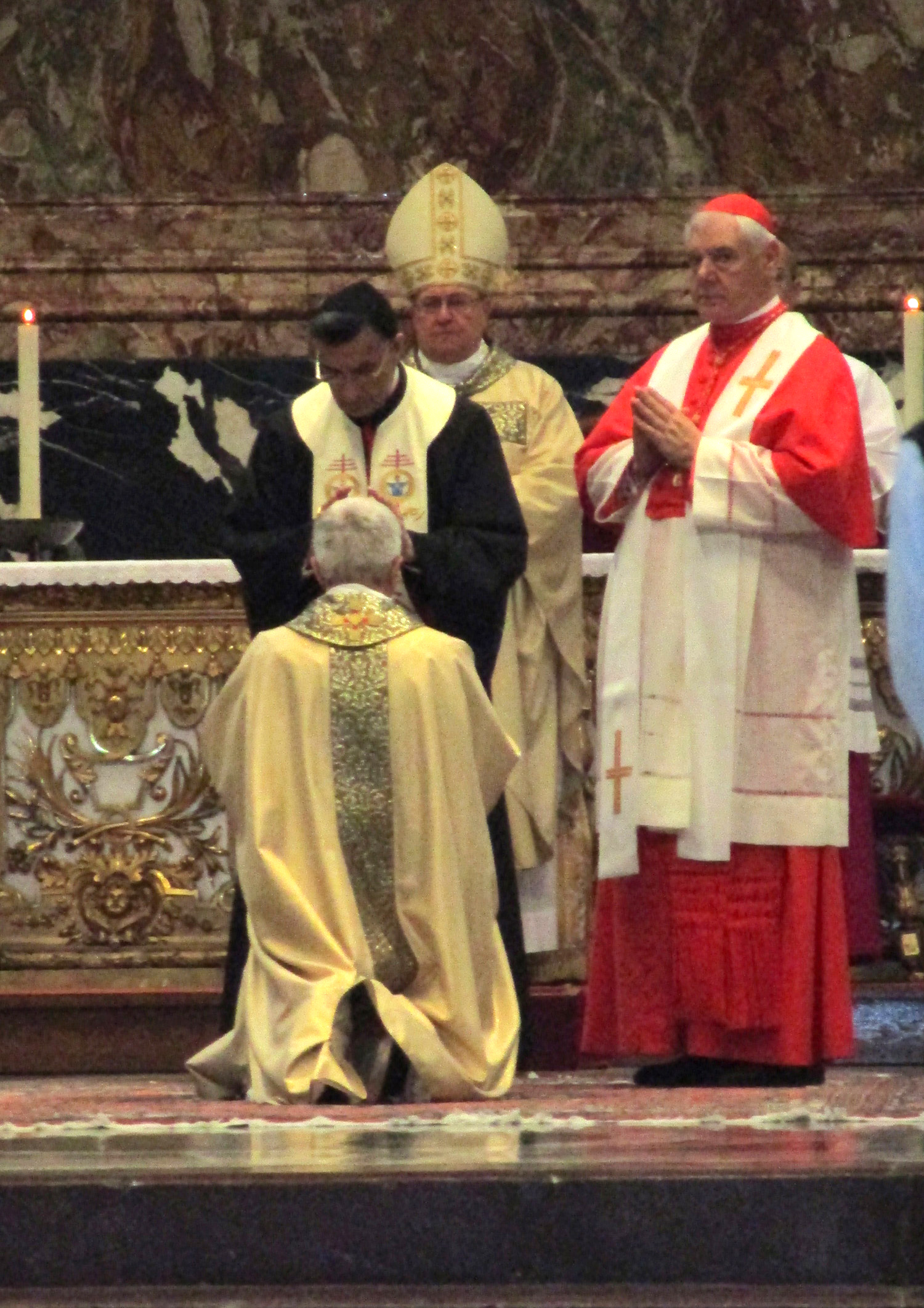
Патриарх Бешар Бутрос Раи во время епископского рукоположения Маурицио Мальвестити, 11 октября 2014 года. Рядом кардиналы Сандри и Мюллер.